# 255 Oppavia
255 Oppavia este un asteroid din centura principală, descoperit pe 31 martie 1886, de Johann Palisa.